# アッピウス・クラウディウス・カエクス
アッピウス・クラウディウス・カエクス（ラテン語: Appius Claudius Caecus、 紀元前340年 - 紀元前273年）は、共和政ローマ期の政治家・軍人。クラウディウス氏族のパトリキ (貴族)系出身。二つ名の「カエクス」は「盲目」の意である。アッピア街道とアッピア水道の建設者として知られる。

## 一族
紀元前349年の執政官 (コンスル) アッピウス・クラウディウス・クラッスス・インレギッレンシスの孫である。クラウディウス氏族は初代アッピウス・クラウディウス・サビヌス・インレギッレンシスがローマに移住して以来、代々弁舌に優れ、プレブス (平民)の敵として描かれており、彼にもその側面が見て取れる。
ローマ共和制偉人伝によると、アッピウス・クラウディウス・カウデクスはカエクスの弟であるという。
また、スエトニウスはティベリウス伝の中で、ティベリウスの先祖は父方母方共にカエクスの子であり、その名前をティベリウス・ネロとアッピウス・プルケルであるとしているが、その内容には矛盾があり、全幅の信頼は置けない。

## 略歴

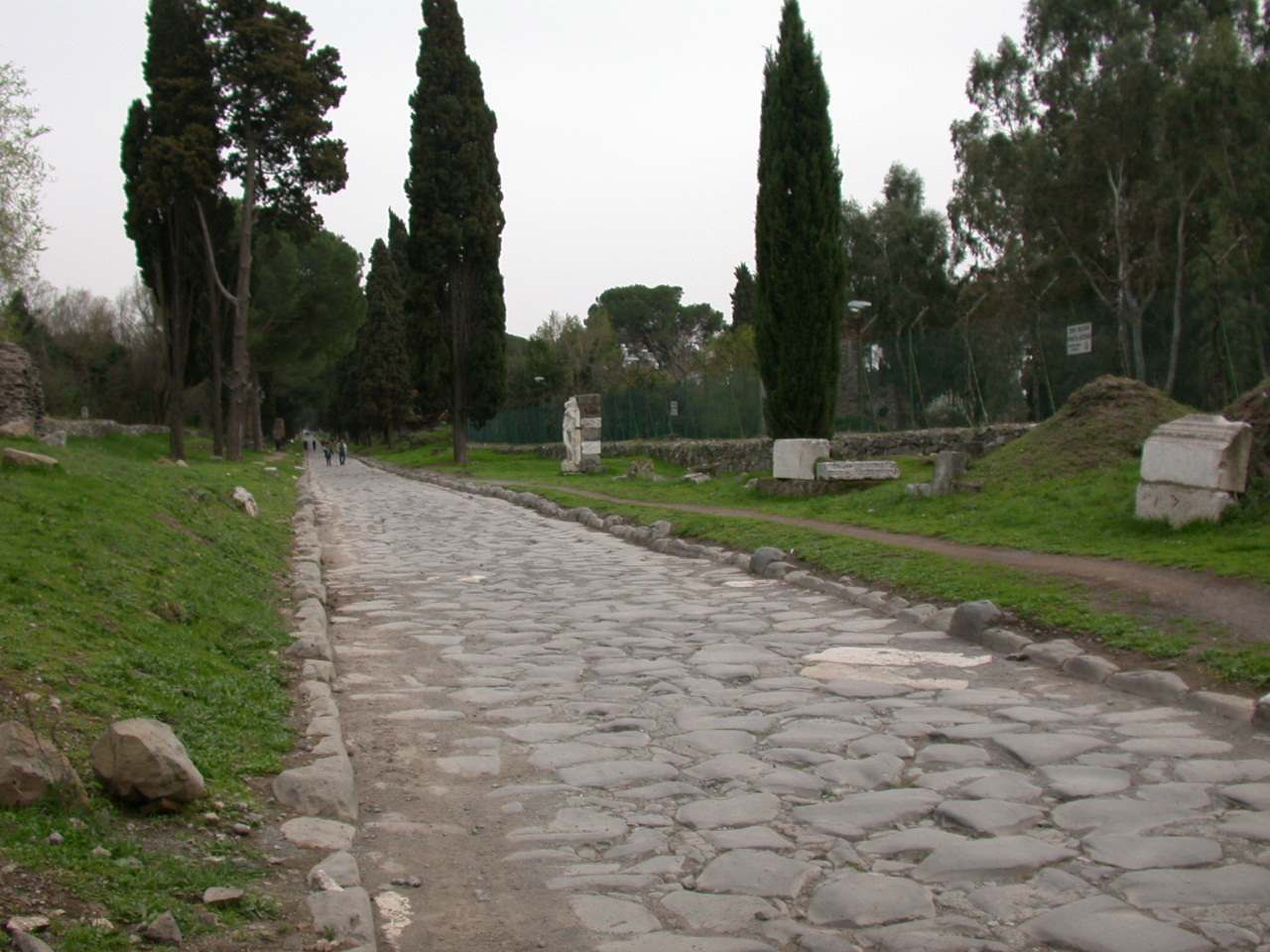
アッピア街道

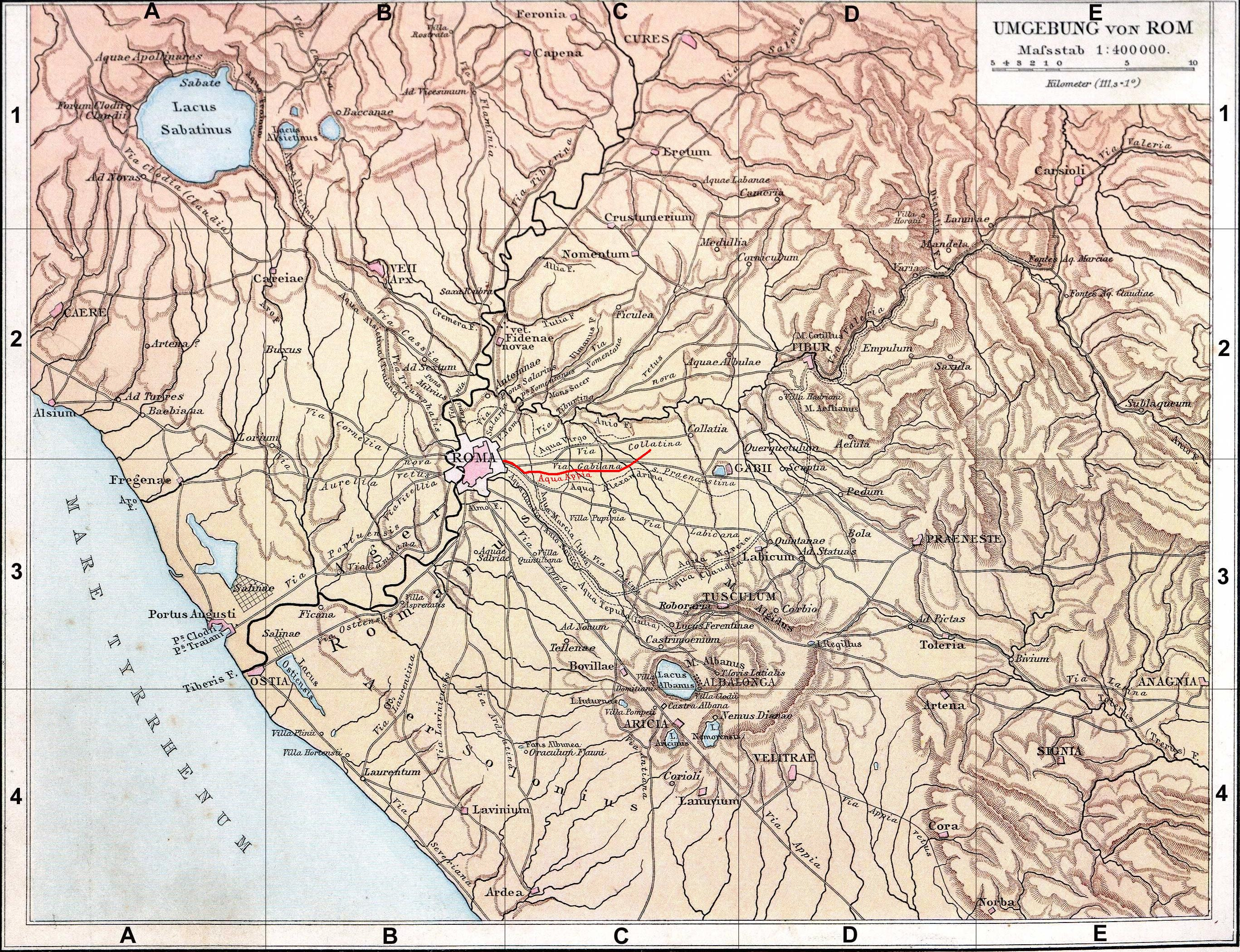
アッピア水道

### ケンソルとして
アッピウスは、第二次サムニウム戦争中の紀元前312年、ガイウス・プラウティウス・ウェノックスと共にケンソルに就任した。彼は下層階級の支持を得るために、いくつかの政策を打ち出した。まず、解放奴隷の息子をローマ市民とし、彼らが元老院に入れるようにした。さらに、土地を所有しない無産市民をトリブス民会に割り振り投票権を与えた。これらの政策は下層階級の不満を抑制し、戦争遂行のために必要な税金や労役を彼らに負担させることが可能になった。
しかしながら、これらの改革はアッピウスがプレブスと戦う上で支持者を増やすためとの考察もある。スエトニウスのティベリウス伝では、ドルススがクラウディウス氏族でイタリアを支配しようと画策したとの記述があるが、これは紀元前450年と紀元前249年の出来事の間に置かれており、ドルススではなくカエクスのケンスス（国勢調査）を指すものと考えられている。ディオドロスは、アッピウスが全市民に望み通りのトリブスとケントゥリアにおけるクラシス（階級）への登録を許可したとしているが、これに対する一般市民やパトリキの反感が相当のものであったことは、ディオドロスだけでなくリウィウスも記している。
リウィウスが「広場の徒党」と (苦々しく)呼ぶこれらの無産市民は、紀元前304年にケンソルを務めたファビウス・マクシムスによってローマ市内の4つの都市トリブスに押し込められる事になり、人々に非常に感謝されたファビウスはマクシムスの尊称を贈られたという。恐らくアッピウスは、ローマ市内だけでなく農村部に居住し、資産を蓄えつつあった解放奴隷を取り込むことで彼らの支持を集め、トリブス民会での影響力を増したが、彼らがケントゥリア民会や軍務の上で重要な地位を占めることはなかったと考えられている。
更にアッピウスの業績としては、ローマ帝国における全ての街道の模範であり「街道の女王」と称された、アッピア街道の敷設が挙げられる。加えて彼はローマ初の上水道であるアッピア水道をも建設しており、「インフラの父」と呼ばれるローマ人の中でも特筆されるべき偉大な人物といえる。ティトゥス・リウィウスによると、元老院議員の選出方法で恨まれたため同僚が辞職した後、一人で建設を成し遂げたという。
しかし、ユピテル神殿での儀式に欠かせない笛吹たちの権利を制限したため、彼らの怒りを買ってストライキに発展した事件も起こっている。

#### 辞任拒否
ケンソルの任期は、紀元前434年の独裁官アエミリウス・マメルキヌスの定めたアエミリウス法によって、従来の5年間から1年半に短縮され、長い間それが守られてきた。しかしアッピウスは任期が過ぎ同僚のプラウティウスが辞任しても、自らは辞任しようとせず、アエミリウス法はその当時のケンソルに対してのみ効力を持つものであり、その後のケンソルや自分には無効であると詭弁を弄し、護民官プブリウス・センプロニウスと対立した。センプロニウスは過去の様々な事例をひいて説得しようとしたが、無理とわかるとアッピウスの逮捕を命じた。しかし10人の護民官のうち3人がそれに反対したため、人々の反感のなかアッピウスはケンソルを務め続けたという。
更に彼はケンソル職にありながら執政官選挙にも立候補したため、護民官のルキウス・フリウスによって妨害されており、紀元前308年にファビウス・マクシムスのインペリウム延長 (プロコンスル就任)を元老院が決定した際には延長に反対している。

### 執政官 (紀元前307年)
ケンソル辞任後の紀元前307年には執政官に当選する。同僚はウォルムニウス・ウィオレンスで、彼とプロコンスルのファビウス・マクシムスが外敵に当たる間、アッピウスは内政に専念したという。

### オグルニウス法
紀元前300年、護民官であったクィントゥスとグナエウスのオグルニウス兄弟によって、今までパトリキによって独占されていた神官とアウグルを増員し、プレブスをねじ込む法案が提案された。アッピウスはこれに反対し、支持派のデキウス・ムスと論争になった。デキウスはプレブス出身であり、同名の父は第二次ラティウム戦争においてローマの勝利のため我が身を生贄とした英雄である。彼は独裁官、騎兵長官、プラエトル、ケンソル、シビュラの書管理委員といった要職がプレブスに開放されてきた事実を並べて支持を訴え、一度は護民官の拒否権によって投票を妨害されたものの、オグルニウス法は成立した。

### 執政官 (紀元前296年)
紀元前297年の末、サムニウム相手に勝利したその年の執政官ファビウス・マクシムスが続けて翌年の執政官に当選した。選挙に立候補していたアッピウスは、二人の執政官のうち片方をプレブスとするリキニウス・セクスティウス法を無視して自分も当選させるよう運動し、ファビウスに圧力をかけた。しかしファビウスは自ら身を引くことで法を守り、翌紀元前296年の執政官はアッピウスと前回の同僚ウォルムニウス・ウィオレンスが務める事となった。
前年の執政官ファビウス・マクシムスとデキウス・ムスは更に半年間プロコンスルとしてサムニウム戦争を継続する事となり、ウォルムニウスもそれに加わった。しかしサムニウム人指揮官の扇動によってエトルリアに反ローマ陣営が集結しつつあり、アッピウスがこれに対処する事となった。ウォルムニウスはアッピウスの援軍要請によってサムニウム戦線からエトルリアへ駆けつけたが、当のアッピウスはそれを否定し同僚を追い返そうとした。これに慌てた将校たちが両者をとりなし、また兵たちもウォルムニウスを引き止めたため、共同して敵を倒した。リウィウスによると、アッピウスはこの戦いの最中、戦の女神ベローナに神殿の奉献を誓約して最前列で兵たちを督戦し、ローマ軍は7800人を倒し、捕虜も2120人に達したという。
この年、サムニウム人によって荒らされた地域の防衛強化のため、ミントゥルナエとシヌエッサへの入植が決定されたが、希望者が少なく、またエトルリア戦線のアッピウスから危機を知らせる報告が続々と届いたためウヤムヤとなり、翌年の政務官を決める選挙ではアッピウスはローマ不在のままプラエトルに選出された。

### プラエトル (紀元前295年)
プラエトルとして引き続きエトルリア戦線を担当したアッピウスは、二重の柵と堀によって堅固な陣営を築いていた。エトルリア担当となった執政官ファビウス・マクシムスが到着すると、兵たちが更に木材を調達しようとしていた。ファビウスはそれを咎め、柵を引き抜くように命令したところ、兵やアッピウスは恐怖に駆られたという。アッピウスはすぐにローマに召還された。陣営を引き払い機動力を高めたファビウスの軍は、同僚執政官デキウス・ムス (彼とは三度目のコンビである)と共に、センティヌムの戦いに挑んだ。
センティヌムでは苦戦したものの、父と同じく自らを生贄に捧げたデキウス・ムスによってローマ軍は勝利した。しかしサムニウム人はカンパニア北部を荒らしたため、デキウスの残存部隊を率いたアッピウスと当時プロコンスルだった以前の同僚ウォルムニウスがこれに対処した。今度は共同で事にあたった二人は激しい戦闘の末勝利し、敵側の損害は16000、捕虜2700人を得たのに対し、ローマ側の損害は2700という勝利を飾った。しかし、この年は疫病が流行り、アッピウスの兵士が何人も稲妻に打たれるなど不吉な予兆が続いたため、シビュラの書が紐解かれたという

## 逸話
アッピウスの経歴が刻まれた碑文によると、歴任した官職はケンソル一回、執政官二回、独裁官一回、インテルレクス三回、プラエトル二回、アエディリス二回、クァエストル一回、トリブヌス・ミリトゥム三回と、堂々たる経歴である。
このように故国に多大な貢献を果たしたアッピウスではあるが、反面、執政官を選出するインテルレクスとしては、プレブスを執政官職に就ける事に猛反対していたという。
晩年には、「カエクス」（盲目）という二つ名がつけられたが、これには長年の労苦からという説と、ヘラクレスの祭司を買収して秘儀を明らかにしようとしたため呪いを受けたからという説がある。リウィウスによると、ケンソルを務めていた時、ヘラクレスの神官を代々務めていたポティティウス氏族から国家の奴隷に祭祀を引き継がせたところ、神の怒りかポティティウス氏族は絶滅し、アッピウスも盲目となったという。ディオドロスはもっと辛辣で、アッピウスは自身の野心のために国家歳入をつぎ込んでインフラ整備を行い、さらには解放奴隷を入れることで元老院を汚したため、元老院の恨みを躱すために失明したフリをして自宅に引きこもったとしている。

### ピュロス
紀元前280年より始まったエペイロス王ピュロスとの戦争（ピュロス戦争）では、ヘラクレアの戦いやアスクルムの戦い (紀元前279年)などで負けはしたものの、ピュロスにも犠牲を強いていた。ローマはピュロスと捕虜交換交渉を行ったが、ピュロスもローマ兵が皆逃げずに戦う姿を見て、和平交渉のため副官シネアスを使者として派遣した。元老院で和平について議論されたが、眼病のためしばらく休んでいたカエクスが登院し、諦めないよう演説したという。
この後もローマは粘り強く戦い続け、最終的にベネウェントゥムの戦いでピュロスと引き分けに持ち込み、イタリア半島から撤退させた。奇しくもこのベネウェントゥムの戦いを指揮したのは、アッピウスがその執政官就任に強硬に反対していたプレブス出身のクリウス・デンタトゥスであった。
この叱責のエピソードは、その後「講和は勝利した場合に行い、敗北した場合は結ばない」というローマの伝統の元になったというが、信憑性は低いという指摘もある。

### 参照
1. ↑  リウィウス, 第3・4分冊人名索引p.7.
2. ↑  松原, 37.
3. ↑  スエトニウス, 2-3.
4. 1 2 3  リウィウス, 9.29.
5. 1 2 3  リウィウス, 9.46.
6. ↑  リウィウス, p.271、補註l.
7. ↑  スエトニウス, 2.
8. 1 2  Taylor, p.137.
9. 1 2  ディオドロス『歴史叢書』20.36.4
10. ↑  小林登志子『文明の誕生 メソポタミア、ローマ、そして日本へ』中央公論新社、2015年、105頁。ISBN 978-4-12-102323-0。
11. ↑  リウィウス, 9.30.
12. ↑  リウィウス, 9.33-34.
13. ↑  リウィウス, 9.42.1-2.
14. ↑  リウィウス, 9.42.3-9.
15. ↑  リウィウス, 10.6-9.
16. ↑  リウィウス, 10.15.7-12.
17. ↑  リウィウス, 10.16-19.
18. ↑  リウィウス, 10.21.
19. ↑  リウィウス, 10.25.
20. ↑  リウィウス, 10.31.
21. 1 2  松原, 34.
22. ↑  リウィウス, ペリオカエ 13